# Biziura
Biziura là một chi chim trong họ Vịt.

## Các loài
- Biziura lobata Stephens, 1824
- Biziura delautouri Forbes, 1892